# Jodie Sweetin
Jodie Lee Ann Sweetin (Los Angeles, 19 de Janeiro de 1982) é uma atriz americana, cantora, dançarina, escritora e produtora. Começou sua carreira aos 4 anos de idade, em comerciais e no seriado Três é Demais (Full House) no papel de Stephanie Tanner.

## Carreira
Ela começou sua carreira com quatro anos de idade aparecendo em um comercial de TV. Seu primeiro papel foi na sitcom Valerie em 1987, quando ela interpretou Pamela, a sobrinha de Mrs. Poole. Jeff Franklin a colocou como  Stephanie Tanner no seriado de televisão Full House em 1987 e ela ficou com o papel até a série acabar em 1995. Este se tornou o seu papel mais famoso até hoje. Após a série terminar Sweetin graduou em Los Alamitos High School em Los Alamitos, Califórnia, em 1999.
Fez uma pequena participação no extinto programa Mickey Mouse Club ao lado de Christina Aguilera e Britney Spears.
Ela voltou para a televisão, hospedando a segunda temporada da série Fuse TV e Pants-Off Dance Off. Sweetin participou de um piloto da série Pequenos Pedaços de Felicidade uma comédia de humor negro e ganhou o prêmio de melhor comédia 3rd Annual Indenpendent Television Awards em Los Angeles. Em 2009, Sweetin estava focada em filmes independentes e apareceu em dois filmes:  Port City e Redefining Love. Em 2011, ela apareceu em cinco web episódios da série "Can't Get Arrested" onde trabalhou com seu amigo e colega de Três é Demais Dave Coulier (Joey Gladstone). Em 2012, ela apareceu como Leia no filme O Escolhido. Ela está gravando o filme "Walt Before Mickey" que conta a história de Walt Disney antes de criar o Mickey Mouse. Seu trabalho mais recente é Fuller House continuação de Full House (Três é Demais) que voltou em 2016. e em seguida participou de Dancing with the Stars (Dançando com as estrelas) onde era umas das favoritas chegando a 8 semanas.

## Vida pessoal

### Casamento e filhos
Em 2002, aos 20 anos Jodie casou-se com seu primeiro marido, um oficial da Polícia de Los Angeles chamado Shaun Holguin. A filha de Candace Cameron, sua colega de elenco em Full House e Fuller House, serviu como dama de honra. Sweetin e Holguin se divorciaram em 2006.
Sweetin conheceu Cody Herpin, eles começaram a namorar em maio de 2007. Eles se casaram em Las Vegas em 14 de Julho de 2007. Juntos eles tiveram uma filha chamada Zoie Laurel May Herpin, nascida em 12 de abril de 2008. Em 19 de novembro de 2008, Jodie entrou com um pedido de separação judicial. Seu divórcio foi finalizado em 20 de abril de 2010.
Em 30 de abril de 2010, o representante de Sweetin confirmou que ela e seu novo namorado Morty Coyle estavam esperando uma filha. Beatrix Carlin Sweetin Coyle nasceu em 31 de agosto de 2010. Em 2012 Sweetin e Coyle se casaram, mas em Junho de 2013, Jodie entrou com um pedido legal de divórcio em Junho de 2013. Em 2016 o divórcio é finalizado.
Sweetin tem a guarda compartilhada tando da Zoie (12 anos) quanto a da Beatrix (9 anos).
Em Novembro de 2013 Sweetin começa uma relação com Justin Hodax, que, como ela, era um usuário de drogas em recuperação. Em janeiro de 2016, eles ficam noivos. Em 24 de março de 2017, Sweetin anunciou a separação do casal.
Em outubro de 2017 seu ex marido Morty Coyle, entra com o pedido de guarda total alegando que Sweetin teve uma recaída após seu término com Hodak. Segundo ele, Jodie não aguentou o fim da relação e teve uma recaída. Em sua conta do twitter a própria atriz comentou que iria provar que não teve uma recaída em relação ao álcool e drogas, e assim foi, e não é a primeira vez que ele faz uma denuncia falsa.
Em 14 de Fevereiro de 2018, dia dos namorados nos EUA, Jodie posta em sua conta do instagram uma foto se declarando ao seu novo namorado, Mescal Wasilewski, segundo informações eles estavam saindo desde setembro quando ela foi fazer as promoções de Fuller House 3ª Temporada em Nova York. Wasilewski mora em Nova York e estão levando a relação a distância por enquanto, ela vai de vez em quando vê-lo ou ele vem, como no caso no dias dos namorados ele tirou uns dias pra ficar com ela.

### Abuso de substâncias
Sweetin começou a usar drogas como cocaína e até metanfetamina e abuso de álcool, dois anos depois de seu primeiro casamento. Em 2009, Sweetin escreveu um livro de memórias chamado UnSweetined que narra o que acontecia nos bastidores de Full House, sua convivência com as drogas e álcool e sua recuperação.
No dia 28 de fevereiro de 2019 Sweetin foi homenageada pela "Experience, Strength and Hope Awards" on as celebridades sóbrias se reuniram em Los Angeles para expressar gratidão por sua recuperação e celebrar o prêmio experiência, força e esperança do ano, e nesse ano de 2019  na 10ª edição do prêmio a Vencedora foi Jodie Sweetin. John Stamos foi quem apresentou o prêmio para Sweetin e em seu discurso ao apresentar Jodie na apresentação Stamos revelou que está sóbrio graças a Jodie.  Sweetin está sóbria a quase 9 anos e Stamos a 4.

## Filmes e séries
| ANO       | TÍTULO                                            | PERSONAGEM              | NOTAS                                                  |
| 1987      | Valerie                                           |                         |                                                        |
| 1987-1995 | Full House                                        | Stephanie Judith Tanner | Temporadas 1,2,3,4,5,6,7 e 8 Protagonista              |
| 1992      | È Natal mais uma vez Charlie Brown                | Sally Brown             | Dublando a Sally Brown                                 |
| 1996      | Brotherly Love                                    | Lydia Lump              | Episódio: Downtown Girl                                |
| 1999      | Party of Five                                     | Rhiannon Marcus         | Episódios: "Bye Bye Love", "Fate", " Hope and Charity" |
| 2003      | Yes, Dear                                         | Maryanne                | Episódio: " Sorority Girl "                            |
| 2006      | Farsa dos Pinguins (Animação)                     |                         | Dublando                                               |
| 2007      | Pants Off-Dance Off                               | Host                    | 2ª Temporada                                           |
| 2008      | Pequenos Pedaços de Felicidade                    | Margaret Willians       | Piloto                                                 |
| 2009      | Redefining Love                                   | Ally                    | Filme                                                  |
| 2009      | Port City                                         | Nancy                   | Filme                                                  |
| 2011      | Can't Get Arrested                                | Como ela mesma          | Nos cinco web episódios                                |
| 2012      | O Escolhido                                       | Leia                    | (Filme para a TV)                                      |
| 2013      | Defending Santa                                   | Beth                    | (Filme para a TV)                                      |
| 2014      | Walt Antes do Mickey                              | Charlotte Disney        | Filme                                                  |
| 2016-2020 | Fuller House                                      | Stephanie Judith Tanner | Temporadas 1,2,3,4 e 5 Protagonista                    |
| 2016      | Dancing with the Stars (Dançando Com as Estrelas) |                         | Show de Talento                                        |
| 2017      | Hollywood Darlings 1ª Temporada                   | Como ela mesma          | (série de tv)                                          |
| 2017      | Finding Santa                                     | Grace Long              | Filme                                                  |
| 2018      | Meu Romance Perfeito                              | Michelle Blair          | Filme                                                  |
| 2018      | Hollywood Darlings 2ª Temporada                   | Como ela mesma          | serie de tv                                            |
| 2018      | Entertaining Christmas                            | Candace                 | Filme                                                  |
| 2019      | Love Under the Rainbow                            | Lucy                    | Filme                                                  |
| 2019      | Merry & Bright                                    | Cate                    | Filme                                                  |
| MÚSICA    |                                                   |                         |                                                        |
| 2016      | THE BOY NEXT DOOR                                 |                         | FULLER HOUSE                                           |
| 2018      | SANTA BABY                                        | Com Jacob Tolliver      | CANÇÃO DE NATAL                                        |